# Фредерик Сторм
Фредерик Сторм (дан. Frederik Storm; Копенхаген, 20. фебруар 1989) професионални је дански хокејаш на леду који игра на позицији левокрилног нападача. Члан је хокејашке репрезентације Данске. 
Од 2012. игра у шведској екипи Малме редхокса. У сезони 2009/10. освојио је титулу националног првака Данске са екипом Сендерјиске.